# Кей-Хосров II
Кей-Хосров II (*д/н — 1246) — 11-й султан Рума в 1237—1246 роках. Повне ім'я Гіяс ад-Дін Кей-Хосров бен Кей-Кубад.

## Життєпис
Походив з династії Сельджукидів. Молодший син султана Кей-Кубада I. Його мати Хунат-хатун була донькою вірменського аристократа з Кілікії. Про дату народження та молоді роки нічого невідомо. У 1226 році отримав намісництво в Ерзінджані. Згодом брав участь у військових кампаніях із захоплення Ерзерума та Ахлата. У 1236 році разом з батьком рушив проти Грузинського царства. Натомість цариця Русудан запропонувала Руму мир, за яким дружиною Кей-Хосрова стала донька Русудан — Тамара. Вона прийняла іслам як Гюркю-хатун.
У 1237 році ймовірно брав участь у змові знаті на чолі із Саад ад-Діном Кьопеком проти свого батька. Існує досить правдоподібне припущення, що Кей-Кубада I було отруєно. Тіло останнього ще не було поховано, коли прихильники Кей-Хосрова посадили його на трон. Законний спадкоємець султана — Килич Арслана — було запроторено до фортеці Улуборлу.

### Володарювання

#### Початок
Новий султан продовжив політику батька щодо збереження мирних стосунків з Монгольською державою, оскільки в той час вів війни з Айюбідами, володарями Єгипту та Сирії. Тому Кей-Хосров II номінально визнав взерхність великого кагана Угедея. В подальшому продовжував спроби попередників щодо підкорення Північної Сирії. Найближчим радником нового султана став Кьопек. Вдалося встановити зверхність над Алеппо, малік якого Насир оженився на сестрі Кей-Хосрова II. У 1237 або 1238 році надав землі з Сьогютом і Доманичем голові племені кайї — Ертогрулу.
Втім рішення, прийняті султаном під впливом Кьопека, послабили державне керівництво держави і погіршили внутрішньополітичну ситуацію. Спочатку запроторено до в'язниці очільника хорезмійських беїв — Кадир-хана. ОУ відповідь хорезмійські беї рушили за межі султанату. Вони йшли до сирійського кордону і на своєму шляху грабували і руйнували всі населені пункти. Спроба повернути хорезмійських беїв зявершілась збройним зіткненням, в якому війська Кей-Хосрова II зазнали тяжкої поразки.
Ці події були використані Саад ад-Дін Кьопеком для того, щоб дискредитувати візира Шамс ад-Діна Алтунаба, якого було позбавлено посади. після цього заарештовано або страчено більшість вищих сановників султанату, зокрема головнокомандувач (мелікульумера) Кемаль ад-Діна Кам'яра. після цього уся влада була зосереджена у Кьопека. Втім у 1239 році занепокоєний посиленням останнього, султан наказав вбити Кьопека. У 1241 році захопив Діарбакір в Айюбидів.

#### Повстання Баби Ісхака
В цей же час 1240 року почав повстання Баба Ісхак, ісламський проповідник з туркменських племен гірської Анатолії. Повстання було спрямовано за ортодоксальний іслам та проти соціальної нерівності. Також повсталі виступали про наявності християн на військових та державних посадах. Почалося біля прикордонного міста Кафарсуд у східних горах Тавру і швидко поширилося на північ до району Амас'ї.
Коли бунтівники підійшли до Малатьї, проти них виступив субаші Музафар ад-Дін Алішір. Проте в запеклому бою він зазнав великих втрат. Субаші повернувся до Малатьї, зібрав війська і знову повів їх в бій. Але і на цей раз він зазнав поразки. Після здобутих перемог моральний дух прихильників Баба Ісхака і їх рішучість продовжувати боротьбу ще більше зміцніли. Вони рушили на Сівас. Тут проти бунтівників виступив залога Сівасу та озброєні містяни. Проте вони не змогли протистояти тюркменам. Місто було взято і сплюндровано. Бунтівники повісили ігдішбаші і інших знатних мешканців Сівасу.
До прихильників Баба Ісхака поспішали приєднатися кочові тюркмене з інших бейліків та вілайєтів. Повстанням була охоплена значна частина Східної і Центральної Анатолії. Бунтівники захопили Токат і рушили до Амасії, де тут їх очолив особисто Баба Ісхак. Султан спрямував до Амасії війська під орудою одного зі своїх наближених — Армаган-шаха, наказавши останньому будь-яку ціну зупинити подальший наступ прихильників Баби Ісхака. Армаган-шах прибув до Амасії раніше бунтівників. Він зайняв місто, заарештував Бабу Ісхака і повісив його на мурі.
Дізнавшись про це, тюркмени атакували війська Армаганшаха. У битві військо султана зазнало поразки, а Армаган-шах потрапив у полон, його було страчено. Увійшовши до міста, тюркмени стали шукати тіло Баба Ісхака, але не змогли його знайти. Тоді вони заявили, що Баба Ісхак живий, і рушили на Конью. Охоплений жахом Кей-Хосров II наказав кинути на придушення повстання 60-тисячну армію, зосереджену в районі Ерзурум для відбиття можливого вторгнення монголів. Віддавши цей наказ, султан залишив столицю. У вирішальній битві при Киршехірі у 1241 році повстанці зазнали нищівної поразки.

#### Війна з монголами
У 1242 році війська монголів на чолі із Байджу захопили Ерзурум. У відповідь султан почав збирати власні війська та загони залежних держав. Власні сили, особливо кінноти були послабленні запеклою боротьбою з повстанням Баби Ісхака. На початку 1243 року біля Кайсері зібрано 70-тисячне військо. З цими силами султан рушив до Сівасу, де було вирішено чекати прибуття найманців і військ васальних держав.
В Сівасі в середовищі військових очільнкиів почалися розбіжності з питання про те, що слід робити далі. Більш досвідчені радили султанові чекати супротивника в Сівасі, який був добре зміцнений і мав значні запаси харчів і зброї. Додатковим аргументом на користь цього рішення стало те, що найманці і васальні війська до призначеного терміну не прибули. Інша частина воєначальників вважали, що султанові треба йти назустріч монголам, а не чекати їх в Сівасі. Султан був у нерішучості. Він довго вагався і, нарешті, виступив з Сівасу в напрямку Кесе-Дагу. Тут 26 червня відбулася вирішальна битва з монголами, в якій внаслідок слабкої організації та плану султан Кей-Хосров II зазнав нищівної поразки. Султан в паніці втік до Коньї. Решта війська, що залишилися без керівництва, розбіглася.
Розвиваючи успіх, монгольська армія продовжила наступ. Жителі Кайсері були винищені, оскільки відмовились здатись, саме місто було зруйновано; Ерзінджан монголи взяли хитрощами; Сівас і Тюріке здались добровільно. Спроби Кей-Хосрова II укласти союз проти монголів з латинським імператором Балдуїном II та нікейським володарем Іоанном III успіху не мали. Султану довелось відрядити до монголів свого візира Мухаз ад-Діна, який переконав Байджу, що подальше завоювання країни буде важким, оскільки там безліч воїнів і фортець. За умовами мирної угоди Кей-Хосров II мав щороку надсилати до Каракорума близько 12 мільйонів гіперперонів чи місцевих срібних монет, 500 шматків шовку, 500 верблюдів і 5000 баранів. Султан залишався правителем тієї частини держави, яку не було завойовано. 1244 року це підтвердив своїм ярликом Бату, очільник Улусу Джучі, чиїм прямим васалом став Кей-Хосров II. Втім останній вважав це великим своїм успіхом, надавши візиру (представнику перемовин) великі земельні володіння в якості ікти і обдарував коштовними подарунками.

### Останні роки
Центральна влада втрачала свій авторитет, що одразу виразилось у появі самозванця, який проголосив себе сином покійного султана Кей-Кубада I. Із 20 тисячами своїх прибічників самозванець вирушив до Кілікії, проте був розбитий Костянтином, братом царя Хетума I, схоплений та повішений в Алайї.
Наприкінці 1245 року війська під командуванням Шамс ад-Діна аль-Ісфагані виступили проти Кілікійського царства. Причиною вторгнення стало припинення сплати щорічної данини, а також ворожа політика, яку володар Кілікійської Вірменії проводив по відношенню до Рума після поразки у Кесе-дага. В результаті успішної військової кампанії було підписано мирний договір, за яким Кілікія була зобов'язана виплатити данину султану за 2 попередніх роки і за наступний рік, відшкодувати витрати на проведення військової кампанії, а також повернути території султанату, захоплені в період монгольської навали.
У 1246 році раптово султан помер в Алайї. Новим султаном став старший син Кей-Кавус II, якому було всього 11 років.

## Родина
- Кей-Кавус (1235—1280)
- Килич-Арслан (1237—1265)
- Кей-Кубад (1239—1257)